# UCI Cyclo-cross Team
Велокроссовая (циклокроссовая) велокоманда (англ. UCI Cyclo-cross Teams) — это велосипедная команда, зарегистрированная в Международном союзе велосипедистов (UCI) для участия в велокроссовых соревнованиях. Данный тип команд появился в сезоне 2017-2018 года.

## Состав и национальность
UCI Cyclo-cross Teams состоит из состоит из платёжного агента ответственного за выплаты, представителя команды, спонсоров, велогонщиков и других сотрудников команды (менеджер, спортивный директор, тренер, спортивный врач, соньёр, веломеханик и так далее). До двух спонсоров имеют статус главного партнёра.
Название UCI Cyclo-cross Teams - это название или бренд одного или обоих основных партнёров. Название команды может меняться, особенно при смене спонсора или платежного агента. Таким образом, название команды может изменяется со сменой спонсоров, а также полностью или частично может стать частью названия другой команды.
Гражданство UCI Cyclo-cross Teams определяется гражданством её платёжного агента.

## Лицензирование
Лицензирование проводится ежегодно (выдаётся на год с 15 августа по 1 марта следующего года) в UCI.

## Велогонщики
Циклокроссовая команда должна состоять минимум из 3 гонщиков не моложе 19 лет и должна включать минимум однуа женщину. В состав также могут входить велогонщики, являющиеся членами велокоманд по другим дисциплинам.

## Участие в гонках
В правилах ICU предусмотрены условия участия трековых велокоманд в различных соревнованиях включая Кубок мира — UCI Cyclo-cross World Cup. А также в командном рейтинге — UCI cyclo-cross team ranking.